# Pierre à venin

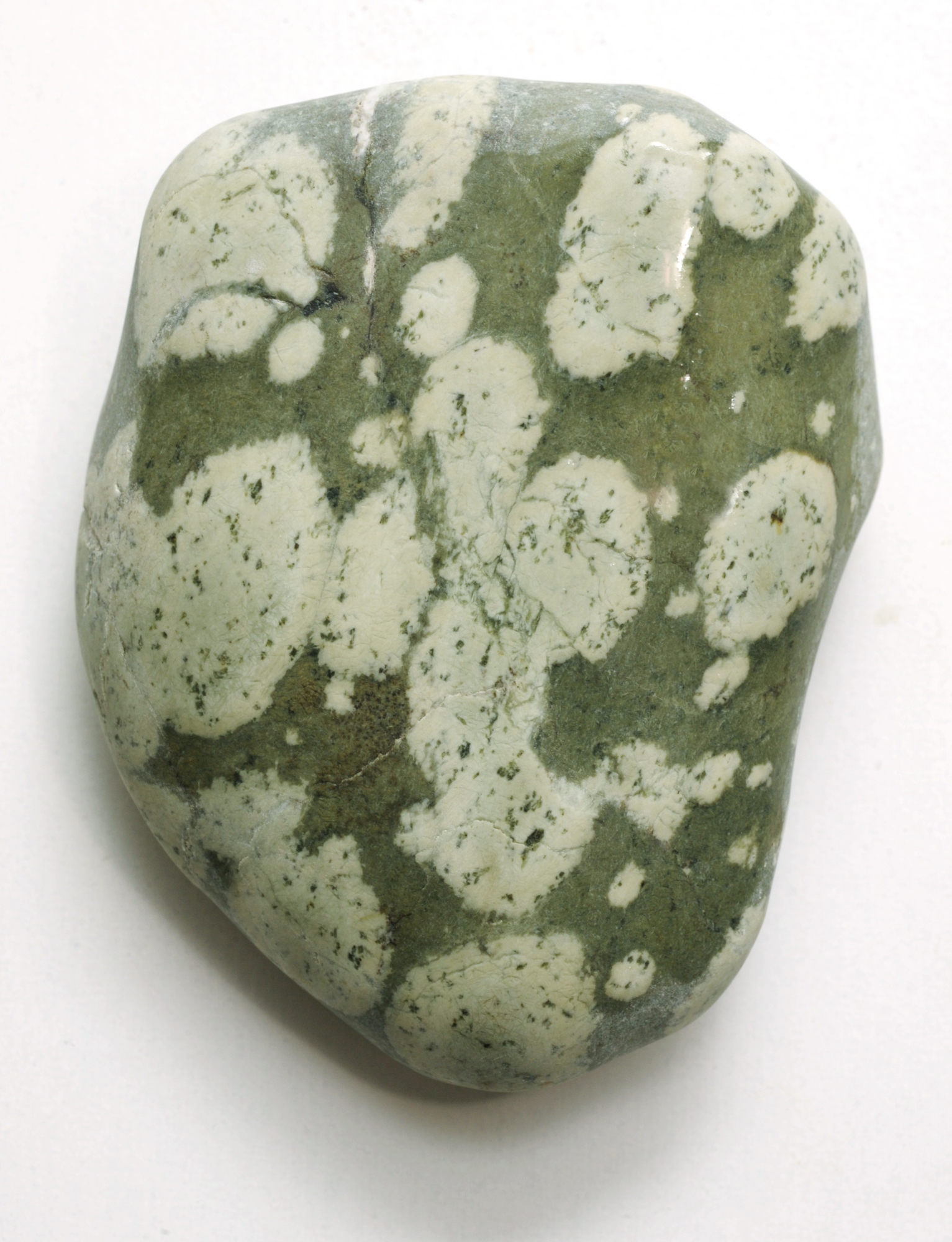
Galet de variolite, en provenance de la péninsule Olympique (État de Washington)

Les pierres à venin, souvent d'anciennes haches polies néolithiques en variolite, étaient utilisées en Haute-Loire pour soigner les morsures de serpent ou les piqûres d'insecte.

## Utilisation
Ces pierres servaient à soigner les bêtes et les hommes. Elles étaient plongées dans de l'eau utilisée ensuite en partie pour laver la plaie, tandis que le reste de l'eau était bu par le patient. Elles pouvaient aussi être apposées en friction sèche. « Il s’agit parfois de petits outils polis préhistoriques ou de bijoux celtiques en pâte de verre. La grande majorité de ces pierres sont des galets de variolite qui, par leur aspect, rappellent la peau et les écailles d’un serpent. Conservées dans des biches en terre, elles sont mises à tremper un certain temps avant usage. En cas de morsure de vipère ou de piqûre d’insecte, une part de l’eau est bue, le reste est versé sur la plaie. Le mal est ainsi repoussé de l’intérieur du corps vers l’extérieur, puis éliminé par lavage ».
Aucune preuve scientifique existe à ce jour pour prouver de leur efficacité.

## Description
Ces pierres à venin peuvent être :
- des haches polies néolithiques[3] ;
- des anneaux en pâte de verre opaque, traversée de filaments, de tâches et de points, souvent des pesons de métier à tisser de l'Âge du fer[4] ;
- des galets de variolite (ou pierre de picote) récoltés du lit de la Durance, après avoir été roulés dans les torrents des Alpes, couleur vert sombre, dont le relief présente de petits boutons blanchâtres en forme de pustules : petits points de la vipère, gros points de la couleuvre[5],[6].

## Conservation
Des pierres à venin sont conservées au Musée Crozatier au Puy-en-Velay, au Musée des croyances populaires (au château du Monastier-sur-Gazeille), ainsi qu'au Musée de Millau.